# In persona episcopi
In persona episcopi (łac. „w osobie biskupa”) – zwrot używany przez Stolicę Apostolską dla określenia unii personalnej dwóch (lub więcej) diecezji. W przypadku unii in persona episcopi diecezje posiadają wspólnego biskupa przy zachowaniu odrębnych instytucji, np. kurii, seminariów. 
Przykładami diecezji złączonych in persona episcopi są diecezja Huesca z diecezja Jaca (Hiszpania). W Polsce taka unia istniała np. latach 1945-1992 dla archidiecezji gnieźnieńskiej i archidiecezji warszawskiej.